# Sphodrocepheus tuberculatus
Sphodrocepheus tuberculatus är en kvalsterart som beskrevs av Sandór Mahunka 1988. Sphodrocepheus tuberculatus ingår i släktet Sphodrocepheus och familjen Cepheidae. Inga underarter finns listade i Catalogue of Life.